# Präsidentschaftswahl in Indien 2017

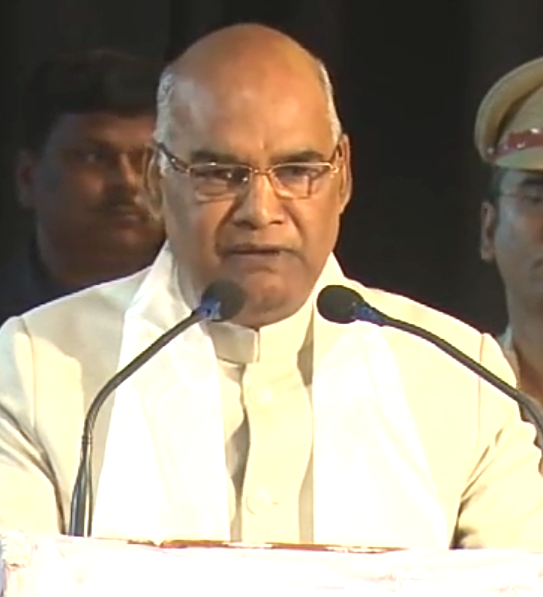
Der Wahlgewinner Ram Nath Kovind (2017)

Die Präsidentschaftswahl in Indien 2017 war die 15. Wahl des Staatspräsidenten in Indien seit der Unabhängigkeit. Die Wahl erfolgte am 17. Juli 2017 und die Stimmenauszählung fand am 20. Juli 2017, vier Tage vor Ende der Amtszeit des bisherigen Amtsinhabers Pranab Mukherjee (Kongresspartei), statt. Die Wahl wurde von Ram Nath Kovind, dem Kandidaten der Bharatiya Janata Party, mit 65,6 % der Stimmen gewonnen. Seine Gegenkandidatin Meira Kumar von der Kongresspartei kam auf 34,5 %.

## Vorgeschichte

### Entwicklung seit 2012
Die letzte Präsidentschaftswahl im Jahr 2012 hatte der Kandidat der Kongresspartei Pranab Mukherjee gewonnen. Seitdem hatten sich die Mehrheitsverhältnisse in den indischen Parlamenten sehr deutlich zuungunsten der Kongresspartei verschoben. Bei der gesamtindischen Parlamentswahl 2014 gewann die Bharatiya Janata Party (BJP) mehr als die Hälfte aller Parlamentssitze in der Lok Sabha. Auch in einigen folgenden Wahlen zu den Parlamenten verschiedener Bundesstaaten konnte die BJP, gemessen an früheren Ergebnissen, bemerkenswerte Erfolge erzielen. Hierzu zählten im Jahr 2014 die Bundesstaaten Maharashtra, Haryana, Jammu und Kashmir und Jharkhand. Die wichtige Wahl im bevölkerungsstarken Bihar im Jahr 2015 ging allerdings für die BJP verloren. Im Jahr 2016 gewann die BJP die Wahl in Assam; in den Bundesstaaten Westbengalen, Kerala und Tamil Nadu blieb sie aber chancenlos. 
Einen wichtigen Wahlsieg erzielte die BJP bei den Wahlen im bevölkerungsstärksten Bundesstaat Uttar Pradesh im Februar und März 2017, bei denen sie eine Dreiviertelmehrheit der Mandate gewinnen konnte. Auch in den kleinen Bundesstaaten Uttarakhand und Manipur war die BJP erfolgreich. In den Bundesstaaten Punjab und Goa musste sie dagegen Verluste hinnehmen.
Längere Zeit nominierten die großen Parteien keine offiziellen Kandidaten für die anstehende Präsidentschaftswahl. Auch bei den vorangegangenen Präsidentschaftswahlen waren die Kandidaten erst kurz vor dem Wahltermin benannt worden. Verschiedene Personen wurden in der Presse ins Gespräch gebracht, darunter die BJP-Politiker Lal Krishna Advani, Murli Manohar Joshi, Sushma Swaraj, Rajnath Singh, Arun Jaitley und andere. Eine erneute Amtszeit des bisherigen Amtsinhabers Mukherjee erschien aufgrund der Mehrheitsverhältnisse unwahrscheinlich. Die Chancen für eine Nominierung sanken für die beiden potentiellen Kandidaten Advani und Joshi, nachdem das Oberste Gericht Indiens im April 2017 die Wiederaufnahme des Ayodhya-Gerichtsverfahrens gegen sie angeordnet hatte.

### Mehrheitsverhältnisse im Wahlkollegium
Kurz vor der Wahl hielten die BJP-Abgeordneten im Wahlkollegium (s. u.) ein relatives Stimmgewicht von 40,03 %. Die Abgeordneten des BJP-geführten Parteienbündnisses National Democratic Alliance (NDA) kamen auf 8,61 %. Die in strikter Opposition zur BJP stehenden Parteien (Kongresspartei, Kommunisten etc.) kamen zusammen auf 35,47 %. Als entscheidend wurde daher das Verhalten der sechs größeren Regionalparteien, die mehr oder weniger in Äquidistanz von Kongress und BJP agieren, beurteilt. Diese sechs Parteien – AIADMK in Tamil Nadu, BJD in Odisha, TRS in Telangana, YSRCP in Andhra Pradesh, AAP in Delhi und Punjab, und INLD in Haryana – hatten zusammen ein Stimmgewicht von 13,06 %.

### Kandidatennominierungen

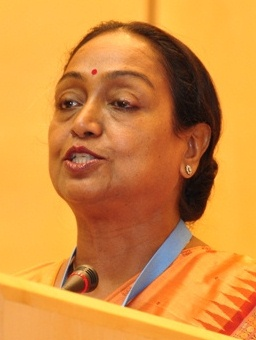
Meira Kumar

Vom 14. bis 28. Juni 2017 konnten Kandidaten nominiert werden. Am 19. Juni 2017 gab die National Democratic Alliance bekannt, dass sie den amtierenden Gouverneur von Bihar, Ram Nath Kovind, als gemeinsamen Kandidaten nominieren werde. Die Nominierung von Kovind wurde von politischen Kommentatoren als geschickter politischer Schachzug der BJP-Führung bewertet. Kovind hatte sich in den vergangenen Jahrzehnten als Rechtsanwalt an den obersten Gerichten Indiens als Vertreter der Interessen der minderprivilegierten Bevölkerungsgruppen der Scheduled Castes und Scheduled Tribes einen Namen gemacht. Er selber entstammt einer Dalit-Familie. Diese Umstände erschwerten es einigen der o. g. Parteien, die sich als Interessenvertreter dieser Bevölkerungsgruppen verstehen (Bahujan Samaj Party, Samajwadi Party u. a.), allzu deutlich gegen ihn aufzutreten. In kurzer Folge erklärten verschiedene Parteien ihre Unterstützung für Kovind, so die BJD und TRS am 19. Juni 2017, die YSRCP am 20. Juni 2017 sowie die JD(U) und AIADMK am 21. Juni 2017. Am 28. Juni 2017 erklärte auch die überwiegend muslimische JKPDP, die Regierungspartei in Jammu und Kashmir, dass sie Kovind unterstützen wolle. Danach erschien die Stimmenmehrheit für Kovind praktisch gesichert. 
Am 22. Juni 2017 trafen sich Vertreter von 17 Oppositionsparteien in Delhi, um über einen gemeinsamen Kandidaten zu beraten. Anschließend folgte eine Pressekonferenz, in der bekannt gegeben wurde, dass die Kongresspartei-Politikerin Meira Kumar, die von 2009 bis 2014 die Rolle des Speaker in der Lok Sabha innegehabt hatte, die gemeinsame Präsidentschaftskandidatin sein werde. Für die Unterstützung von Kumar sprachen sich neben der Kongresspartei und der von ihr geführten Parteienallianz United Progressive Alliance (UPA) folgende Parteien aus: Trinamool Congress, Communist Party (Marxist), Rashtriya Janata Dal, Bahujan Samaj Party und Samajwadi Party.
Bis zum Ende der Nominierungsphase am 28. Juni 2017 wurden 108 Nominierungen für insgesamt 95 Kandidaten eingereicht. Einige Kandidaten wurden mehrfach nominiert, darunter auch die beiden Hauptkandidaten Ram Nath Kovind und Meira Kumar, die je 4 Nominierungen (die maximal zugelassene Zahl) erhielten. Dies geschah auch zur Absicherung, um nicht aufgrund eines eventuellen Formfehlers bei der Nominierung von der Wahlteilnahme disqualifiziert zu werden.
Am 29. Juni 2017 wurde über die Gültigkeit der Kandidatennominierungen entschieden. Nur die beiden Hauptkandidaten Kovind und Kumar hatten die formalen Bedingungen erfüllt. Alle anderen Bewerber wurden disqualifiziert.

## Wahlmodus und Ablauf der Wahl

Mehrheiten nach Bundesstaaten und Unionsterritorien:

Der indische Staatspräsident wird in indirekter Wahl durch ein Wahlkollegium (Electoral College) gewählt. Dieses besteht aus den maximal 4896 Abgeordneten aller indischen Parlamente (d. h. der Parlamente der Bundesstaaten und einiger Unionsterritorien sowie der Lok Sabha und Rajya Sabha). Die Stimmen der einzelnen Abgeordneten im Electoral College haben allerdings ein sehr unterschiedliches Stimmgewicht, je nachdem, wie viele Wähler sie vertreten.

## Ergebnis
Die Auszählung der Stimmen am 20. Juni 2017 ergab folgendes Ergebnis:
Von den 771 wahlberechtigten Parlamentsabgeordneten von Lok Sabha und Rajya Sabha gaben 768 (99,61 %) ihre Stimme ab. Von den 4109 Abgeordneten der Parlamente der Bundesstaaten und Unionsterritorien wählten 4083 (99,37 %). Kovind erhielt 702.044 Stimmen (65,6 %) und Meira Kumar 367.314 (34,35 %). Die Stimmen von 77 Wählern (20.942 Stimmen) waren ungültig.
| Legislative/Bundesstaat, U. T.     | Meira Kumar | Meira Kumar | Ram Nath Kovind | Ram Nath Kovind |
| Legislative/Bundesstaat, U. T.     | Zahl        | Stimmen     | Zahl            | Stimmen         |
| ---------------------------------- | ----------- | ----------- | --------------- | --------------- |
| Parlament (Rajya Sabha, Lok Sabha) | 225         | 159.300     | 522             | 369.576         |
| Andhra Pradesh                     | 0           | 0           | 171             | 27.189          |
| Arunachal Pradesh                  | 3           | 24          | 56              | 448             |
| Assam                              | 35          | 4.050       | 91              | 10.556          |
| Bihar                              | 109         | 18.357      | 130             | 22.490          |
| Chhattisgarh                       | 35          | 4.516       | 52              | 6.708           |
| Goa                                | 11          | 220         | 25              | 500             |
| Gujarat                            | 49          | 7.203       | 132             | 19.404          |
| Haryana                            | 16          | 1.792       | 73              | 8.176           |
| Himachal Pradesh                   | 37          | 1.887       | 30              | 1.530           |
| Jammu und Kashmir                  | 30          | 2.160       | 56              | 4.032           |
| Jharkhand                          | 26          | 4.576       | 51              | 8.976           |
| Karnataka                          | 163         | 21.353      | 56              | 7.336           |
| Kerala                             | 138         | 20.976      | 1               | 152             |
| Madhya Pradesh                     | 57          | 7.467       | 171             | 22.401          |
| Maharashtra                        | 77          | 13.475      | 208             | 36.400          |
| Meghalaya                          | 41          | 342         | 37              | 666             |
| Manipur                            | 19          | 697         | 8               | 134             |
| Mizoram                            | 31          | 248         | 6               | 48              |
| Nagaland                           | 1           | 9           | 56              | 504             |
| Odisha                             | 17          | 2.533       | 127             | 18.923          |
| Punjab                             | 95          | 11.020      | 18              | 2.088           |
| Rajasthan                          | 34          | 4.386       | 166             | 21.414          |
| Sikkim                             | 1           | 7           | 28              | 190             |
| Tamil Nadu                         | 98          | 17.248      | 134             | 23.584          |
| Telangana                          | 20          | 2.640       | 97              | 12.804          |
| Tripura                            | 53          | 1.378       | 7               | 182             |
| Uttarakhand                        | 11          | 704         | 59              | 3.776           |
| Uttar Pradesh                      | 65          | 13.520      | 335             | 69.580          |
| Westbengalen                       | 273         | 41.223      | 11              | 1.661           |
| Delhi                              | 55          | 3.190       | 6               | 348             |
| Puducherry                         | 19          | 304         | 10              | 160             |
| Gesamt                             | 1.844       | 367.314     | 2.930           | 702.044         |